# Gesamtkonferenz
In Berlin, Bremen, Hessen, Niedersachsen, Rheinland-Pfalz, Saarland, Sachsen-Anhalt ist Gesamtkonferenz (GK) die Bezeichnung für eine Institution, die in anderen Bundesländern Gesamtlehrerkonferenz (Baden-Württemberg, Sachsen), Lehrerkonferenz (Bayern, Hamburg, Mecklenburg-Vorpommern, Nordrhein-Westfalen, Schleswig-Holstein, Thüringen) oder Konferenz der Lehrkräfte (Brandenburg) genannt wird. Sie ist neben der Schulkonferenz ein wichtiges Gremium in der organisatorischen, pädagogischen und teils auch fachlichen Gestaltung der Einzelschule durch ihre Mitglieder.

## Zusammensetzung
Der Gesamtkonferenz gehören alle an einer Schule unterrichtenden Lehrkräfte an. Lehrkräfte, die hauptamtlich an einer Schule unterrichten, sind zur Teilnahme an Gesamtkonferenzen verpflichtet. Weitere Statusgruppen (Schüler, Eltern) entsenden freiwillig je nach Bundesland und Schulform gewählte Vertreter, die teilweise mit Stimmrecht ausgestattet sind. Die Lehrkräfte bilden dabei eine deutliche absolute Mehrheit in der Konferenz. 
In Sachsen-Anhalt ist in Gesamtkonferenzen nach § 5 der Konferenzverordnung vom 2. August 2005 die Zahl der Schülervertreter und der Elternvertreter so stark erhöht, dass die Lehrkräfte nur die Hälfte der Teilnehmer der Gesamtkonferenz ausmachen. Dadurch weist die Gesamtkonferenz ein Wesensmerkmal auf, das sie mit (wesentlich kleineren) Schulkonferenzen in anderen Ländern der Bundesrepublik Deutschland vergleichbar macht.
In Schulen, deren Schülerklientel überwiegend oder ausschließlich aus volljährigen Schülern besteht (z. B. Berufsschulen oder Kollegs), werden die eigentlich für Eltern vorgesehenen Plätze in der Gesamtkonferenz ebenfalls durch Schüler wahrgenommen; an Grundschulen erhöht sich anstelle der Schüler entsprechend der Elternanteil.
Den Vorsitz in der Gesamtkonferenz hat die Schulleitung.

## Aufgaben
Der Gesamtkonferenz einer Schule kommen je nach Bundesland unterschiedliche Aufgaben zu. Diese können unter anderem Folgendes umfassen: 
- Gremium zur Unterrichtung des Kollegiums über wesentliche Angelegenheiten der Schule
- Festlegung von Grundsätzen zur pädagogischen und fachlichen Bildungs- und Erziehungsarbeit (z. B. Schulprogramm, Schulordnung)
- Festlegung von Grundsätzen zur Leistungsbewertung und Beurteilung sowie zu Klassenarbeiten und Hausaufgaben sowie deren Koordinierung
- Grundsätzliche Planung, Koordination und Festlegung von schulischen Veranstaltungen (z. B. Klassenfahrten, Projektwochen)
- Entscheidung über unterrichtliche Kooperations- und Integrationsvorhaben
- Beratung und Beschluss über Ordnungsmaßnahmen
- Wahl der in den Schulvorstand/die Schulkonferenz zu entsendenden Mitglieder des Lehrerkollegiums

Die Gesamtkonferenz kann ausgewählte Aufgaben und Entscheidungsbefugnisse an Teilkonferenzen abgeben; sie kann zudem die Erarbeitung einzelner Themen an Ausschüsse delegieren und sich zu späterer Zeit Arbeitsergebnisse präsentieren und hierdurch beraten lassen.